# دایره کیز
دایره کیز (به لاتین: Kayes Cercle) یک منطقهٔ مسکونی در مالی است که در استان کایس واقع شده‌است. دایره کیز ۲۲٬۱۹۰ کیلومتر مربع مساحت و ۵۱۳٬۳۶۲ نفر جمعیت دارد.